# Tiếng Bình Thông Đạo
Tiếng Bình Thông Đạo là một phương ngữ của tiếng Bình phương ngữ phía Bắc (桂北平话) chịu ảnh hưởng của tiếng Động. Nó được nói bởi khoảng 25.000 người ở quận tự trị Động Thông Đạo, Hồ Nam, Trung Quốc (Shi 2015: 137).
Mặc dù những người nói tiếng Bình Thông Đạo được chính phủ Trung Quốc phân loại là dân tộc Hán, nhưng những người nói này tự coi họ là một nhóm dân tộc riêng biệt, không phải là người Hán và cũng không phải là người Động.

## Tên gọi
Người nói tiếng Bình Thông Đạo gọi ngôn ngữ riêng của họ là Bendihua 本地话 (tên Bendihua (tiếng Trung:本地话) có nghĩa đen là 'ngôn ngữ mẹ đẻ'), mặc dù một số người nói cũng gọi nó là Jiangping 讲平. Người Động gọi nó là li˧˩ka˧˩ti˦˩, và người Pà Thẻn (người nói tiếng Pà Thẻn) gọi nó là Luoyanhua (洛岩话; "ngôn ngữ Luoyan").
Những người nói tiếng Bình Thông Đạo tự gọi mình là những người wən˨ɲən˨ (我们人) (Shi 2015: 137). Người Động gọi chúng là ka˧˩pən˧ti˧ (tiếng Trung: 本地客) hoặc ka˧˩ti˧ (tiếng Trung: 地客), trong khi ngôn ngữ này được gọi là li˧˩ka˧˩ti˦˨ (tiếng Trung: 本地话). Người Động gọi tiếng Hán của huyện Kinh Châu là ka˧˩ (tiếng Trung: 客), và ngôn ngữ của họ là li˧˩ka˧˩ (tiếng Trung: 客话). Người Dao gọi ngôn ngữ là lo˧ŋai˧.

## Địa điểm
Trong quận tự trị Động Thông Đạo, tỉnh Hồ Nam, tiếng Bình Thông Đạo chủ yếu được nói ở các thị trấn Hạ Hương 下乡, Lâm Khẩu 临口 và Tinh Vu Châu 菁芜州. Tiếng Bình Thông Đạo cũng được nói ở mức độ thấp hơn ở các thị trấn Mộc Cước 木脚, Khê Khẩu 溪口, và Mã Long 马龙, cũng như Thành Bộ, Hồ Nam và Long Thắng,  Quảng Tây.

## Phương ngữ
Peng (2010: 1)  chia tiếng Bình Thông Đạo thành 4 phương ngữ chính.
- Phương ngữ Hạ Hương (下乡话): được nói ở các thị trấn Hạ Hương 下乡 (toàn bộ thị trấn), Lâm Khẩu 临口 (ở các làng Quang Đoàn 官团, Sơn Khê 山溪 và Thạch Bích 石壁), và Mộc Cước 木脚 (ở làng Hoát Thượng 溪上 và làng Canh Đầu 更头).
- Phương ngữ Tinh Vu (菁芜话): được nói ở một số làng ở thị trấn Tinh Vu Châu 菁芜洲. Shi (2015) [4] ghi lại sự đa dạng của Loan Đường  銮塘 ở thị trấn Tinh Vu Châu 菁芜洲.
- Phương ngữ Hạnh Ngũ (杏五话): được nói bởi chỉ dưới 3.000 người ở thị trấn Lâm Khẩu 临口 (ở các làng Tân Hoa Xã và Ngũ Nhất 五一, cũng như các làng lân cận khác).
- Phương ngữ Thái Trung (太中话): được nói ở các thị trấn Thái Bình Nham 太平岩, Trung Đoàn 中团 và Mộc Cước 木脚.

Shi (2015)  chỉ ra 4 phương ngữ của Tiếng Bình Thông Đạo:
- Phương ngữ Loan Đường (銮塘)
- Phương ngữ Lâm Khẩu (临口)
- Phương ngữ Thái Bình Nham (太平岩)
- Phương ngữ Đặng Khẩu (邓口)